# Теремок (мультфільм, 1995)
«Теремок» — російський ляльковий мультиплікаційний фільм 1995 року, знятий за мотивами російської народної казки «Теремок». Він брав участь у програмі фестивалю «Тарус» у 1996 році. Другий із двох сюжетів 29 випуска мультиплікаційного альманаху «Весела карусель».

## Сюжет
Ведмідь ходить по лісу і знаходить будинок, який називається теремок. Він залізає у вікно і бачить всередині багато їжі. До нього по черзі навідуються Вовчик, Лисиця, Заєць, Їжачок, Жабка та Мишка. Усіх їх Ведмідь проганяє. Увечері ці звірі збираються біля вогнища і сумують. У цей час біля теремка пролітає Комар. Він залітає до хати, яка починає ходити ходуном, а із вікон летить їжа та речі. З купи уламків вилазить Ведмідь з набряклим лівим оком, тужачи про те, що в нього знову немає чого їсти та де жити.

## У ролях
- Ірина Мурав'єва — Лисиця.
- Людмила Гнілова — Заєць, Мишка, Жабка, Комар
- Юрій Волинцев — Ведмідь.
- Олександр Леньков — Вовк, Їжачок.

## Творці
- Сценарист, художник-аніматор та кінорежисер-Сергій Косіцин.
- Художник-постановник-Марина Курчевська.
- Кінооператори-Ігор Діанов, Сергій Хлібніков
- Композитор-Ніна Савічева.
- Звукооператор-Володимир кутузов
- Монтажер-Галіна Філатова
- Редактор-Наталія Абрамова.
- Директор знімальної групи-Аліна Власова.